# Botev
El monte Botev (en búlgaro: Връх Ботев, Vrah Botev) es, con 2.376 m de altura, la más alta cumbre de los Montes Balcanes. Se encuentra en la zona central del país y es parte del parque nacional de los Balcanes Centrales.
Hasta 1950, cuando fue renombrado en honor al poeta y revolucionario Hristo Botev, el pico se llamaba Yumrukchal (Юмрукчал, del turco otomano Yumrukçal, "un pico parecido a un puño").
Una estación meteorológica y una antena de radio que cubre el 65% del país, están ubicadas en el monte Botev. La temperatura promedio es -8,9 °C en enero y 7,9 °C en julio.
- Datos: Q894703
- Multimedia: Botev / Q894703